# Џорџ Банкрофт
Џорџ Банкрофт (енгл. George Bancroft; Филаделфија, 30. септембар 1882 — Санта Моника, 2. октобар 1956) је био амерички глумац.
Пре него што је постао велика филмска звезда, Банкрофт је режирао краће представе за брод на коме је радио као морнар. Најпопуларнији је био током двадесетих година, пре свега захваљујући бројним мјузиклима у којима је играо. Прву велику улогу, имао је 1925, у филму „Пони експрес“. Био је номинован за Оскар за најбољег главног глумца за улогу у драми „Гром из ведра неба“. Крајем тридесетих, глумио је у филмовима „Поштанска кочија“, „Умирем сваке зоре“ и „Анђели прљавих лица“.